# American Center for Art and Culture
American Center for Art and Culture (tj. Americké centrum pro umění a kulturu (dříve Mona Bismarck Foundation do roku 2011, poté Mona Bismarck American Center do roku 2019) je výstavní centrum, které založila Mona von Bismarck s posláním nabídnout veřejnosti širokou škálu amerických uměleckých a kulturních zážitků prostřednictvím inovativních programových možností v Paříži.
Nové Americké centrum Mony Bismarck bylo otevřeno v roce 2011 a staví na základech bývalé Nadace Mony Bismarck, jejíž veřejná činnost začala v roce 1986 po smrti jejího zakladatele a mecenáše. Aby zachovala své dílo, odkázala své sídlo a většinu svého majetku nadaci Mony Bismarck s cílem posílit francouzsko-americké přátelství prostřednictvím umění a kultury.
Centrum se nachází na adrese 34 avenue de New-York v 16. pařížském obvodu.

## Historie
Americké centrum pro umění a kulturu vyrostlo z nadace financované z pozůstalosti Mony von Bismarck (1897-1983), mecenášky a filantropky.
Palác se nachází na břehu Seiny, s výhledem na Eiffelovu věž. Byl postaven na konci 19. století. Koncem 50. let 20. století dům upravil pro potřeby manželů Bismarckových francouzský interiérový designér Stéphane Boudin. Palác byl uveden ve vydání módního časopisu Vogue v roce 1928. Se svými salonky vyzdobenými čínskými tapetami s barevnými a složitými vzory, s lustry a terasou, která se otevírá do soukromé zahrady, se v areálu konají kulturní akce, které centrum nabízí.

### Výstavy
Americké centrum pro umění a kulturu pořádá zpravidla jednu výstavu ročně ve spolupráci s renomovanými kulturními institucemi, ať už francouzskými, americkými nebo z celého světa. Výstavy se zaměřují na konkrétního umělce nebo téma a pokrývají široké spektrum současných uměleckých stylů a směrů.
Posláním Amerického centra pro umění a kulturu je pořádat americké kulturní akce a přibližovat různé umělecké disciplíny (vizuální umění, lyrika, literatura, hudba aj.).
Komentované prohlídky a bezplatné workshopy pro školní skupiny, navržené na základě výstav a intervencí amerických umělců prezentovaných po celé Paříži, vedou lektoři-pedagogové specializující se na umění.